# Брусковый шрифт

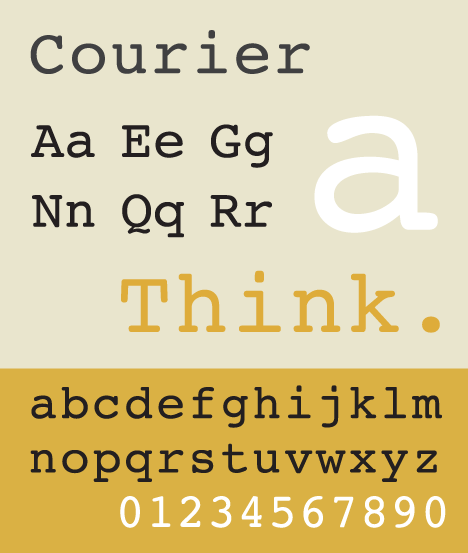
Брусковый шрифт Courier

Бруско́вый шрифт — шрифт c мощными засечками прямоугольной формы без скруглений или с небольшим скруглением в местах присоединения к основным штрихам. Такие шрифты отличаются небольшим контрастом между толщиной основных и соединительных линий или полным его отсутствием.

## История
«Первые брусковые шрифты появились в Англии в начале XIX века. В соответствии с формой овалов и засечек, наличием или отсутствием контраста и степенью разноширинности брусковые шрифты делятся на подгруппы „Египетских“, „Геометрических“, „Гуманистических“ брусковых шрифтов и брусковых шрифтов типа „Кларендон“. Кроме того, в эту группу также иногда относят брусковые шрифты с обратным контрастом („Итальянские“)».
Шрифты этого типа занимают ведущее место по шкале читабельности и идеально подходят для набора длинных текстов, так как имеют очень слабый контраст. Однако страница, набранная этим шрифтом, выглядит значительно «темнее» страницы, набранной обычной гарнитурой, поскольку штрихи брускового типа плотнее и более единообразны по толщине. Брусковый шрифт часто используется при наборе детских книг.